# Општина Кордарени (Ботошани)
Кордарени (рум. Cordăreni) општина је у Румунији у округу Ботошани.
Oпштина се налази на надморској висини од 137 m.